# Мильна бульбашка

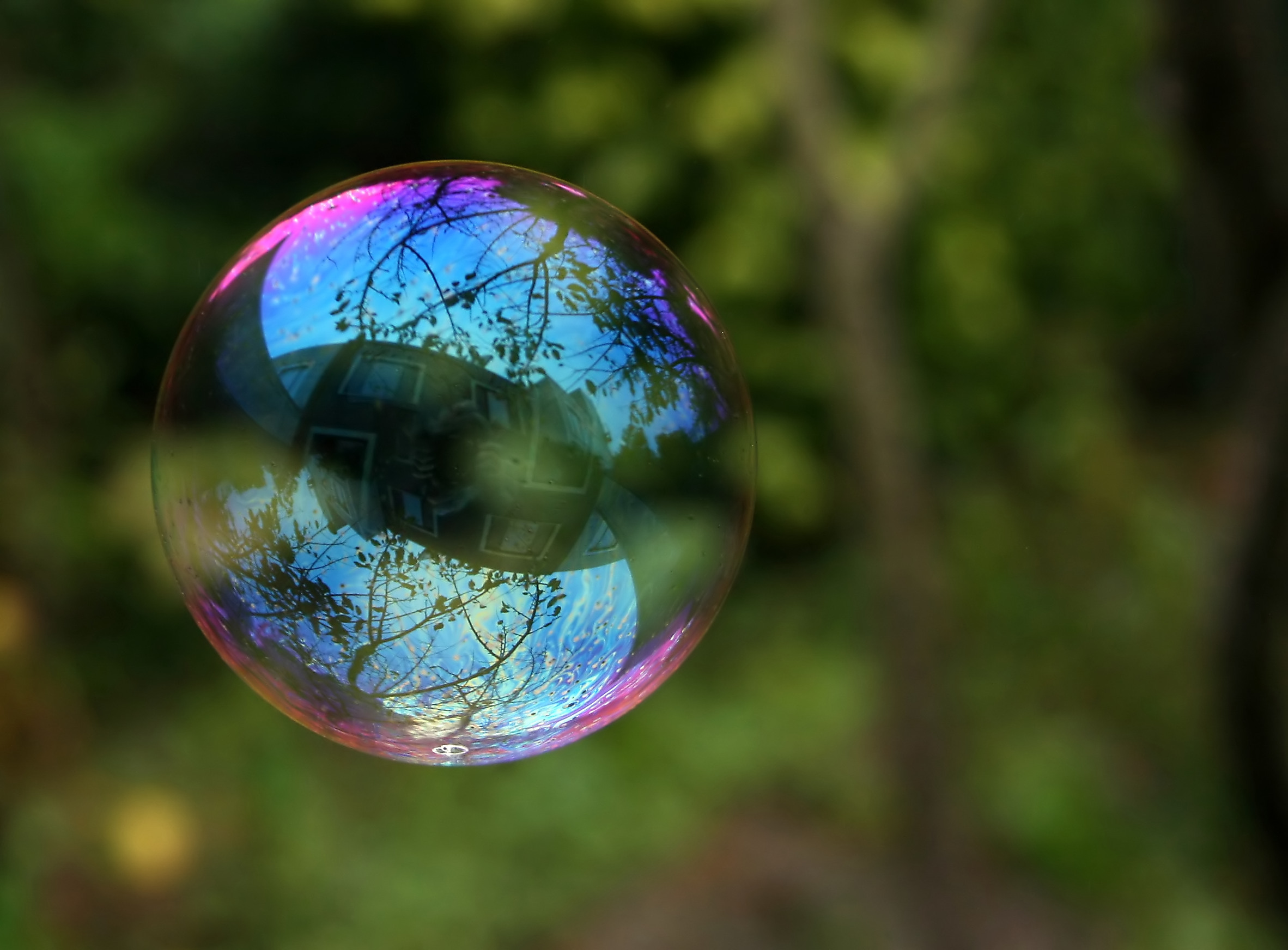
Мильна бульбашка

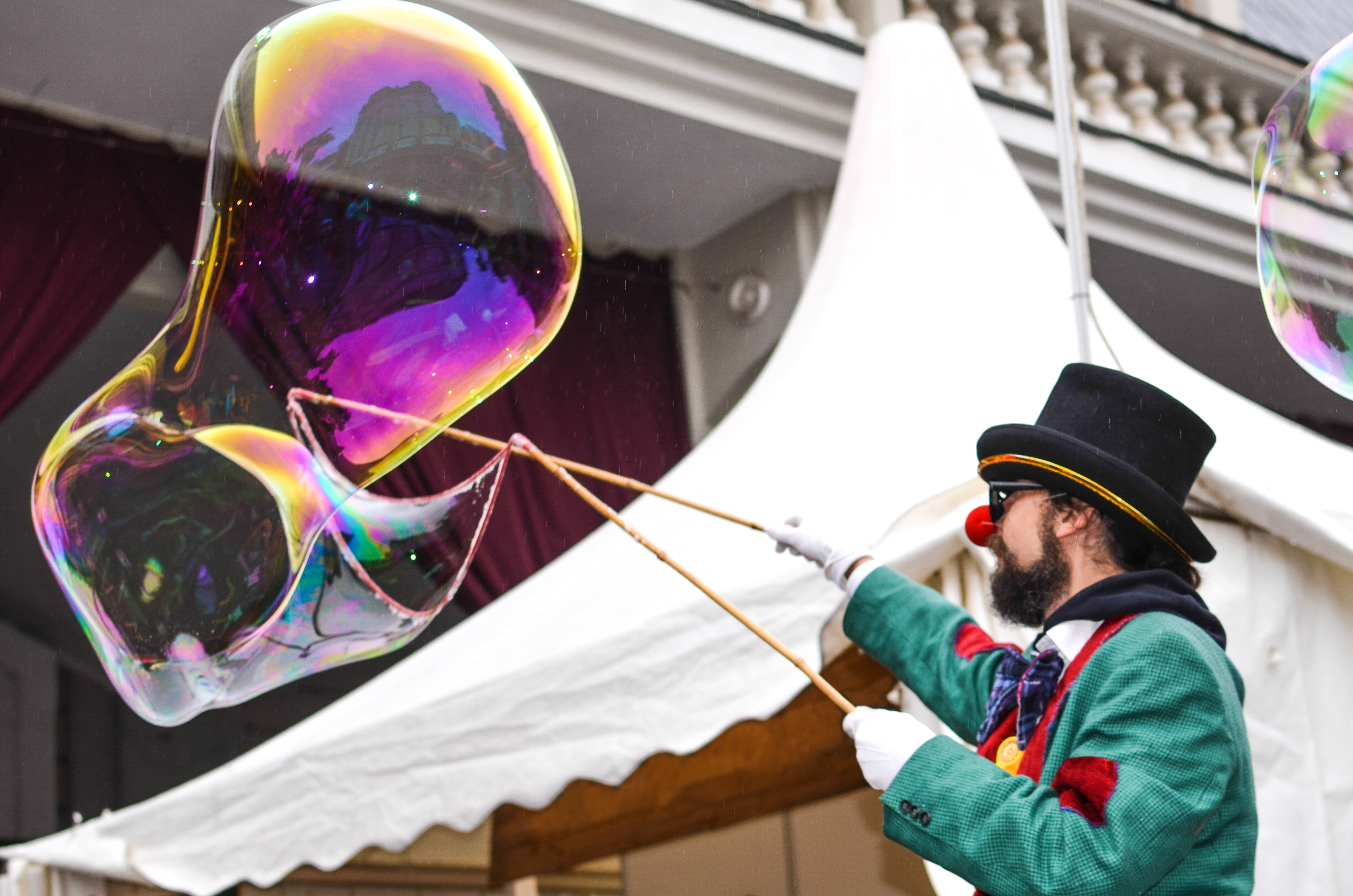
Мильна бульбашка прагне прийняти сферичну форму

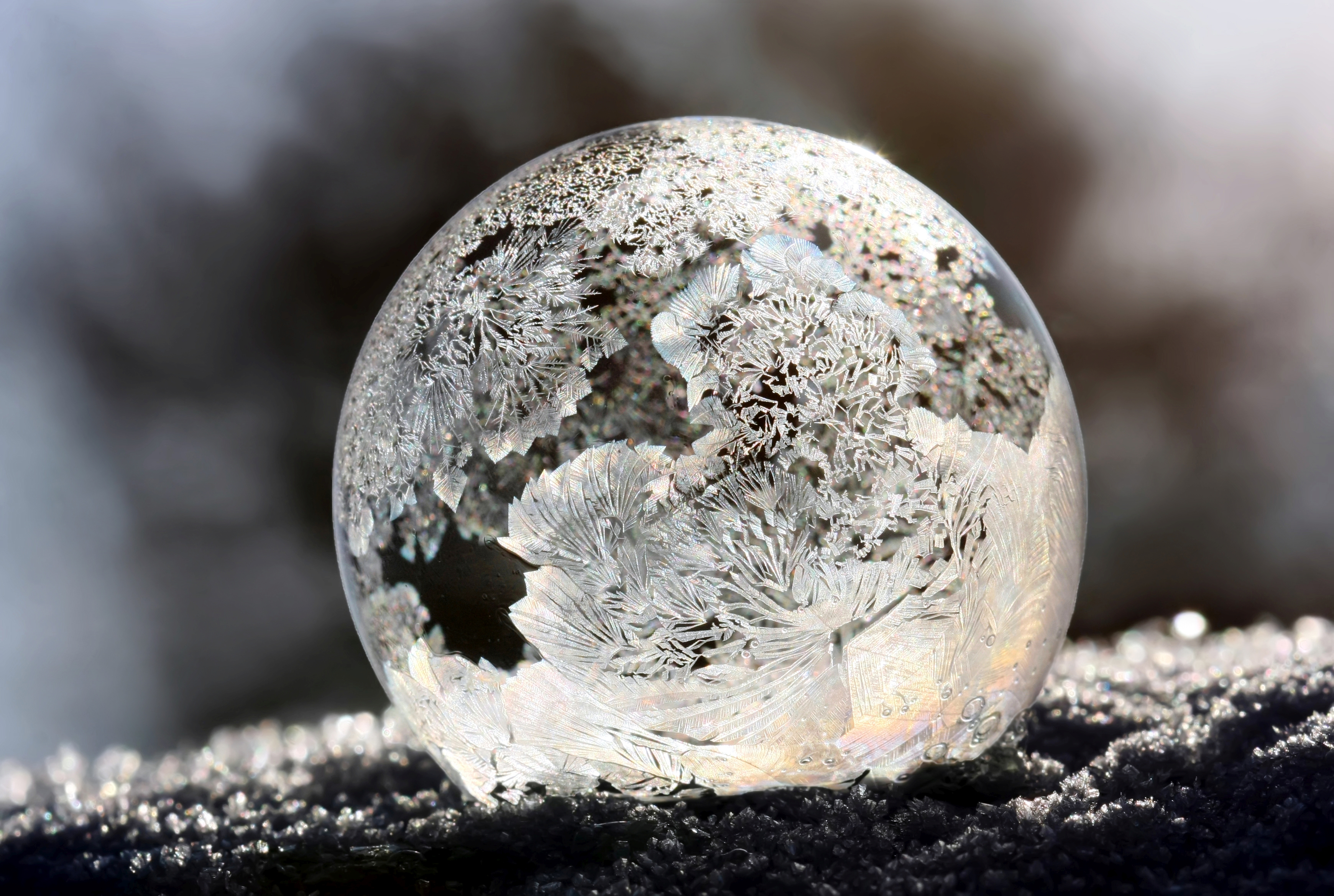
Замерзла мильна бульбашка

Ми́льна бу́льбашка — тонка багатошарова плівка мильної води, наповнена повітрям, зазвичай у вигляді сфери з переливчастою поверхнею. Мильні бульбашки зазвичай існують лише кілька секунд і лопаються при дотику або мимовільно. Їх часто використовують в своїх іграх діти.
Через недовговічність мильна бульбашка стала синонімом чогось привабливого, але беззмістовного й недовговічного. Іноді акції на нових ринках порівнюють з мильними бульбашками, у разі штучного роздуття їх цінності їх називають «дутими».

## Галерея

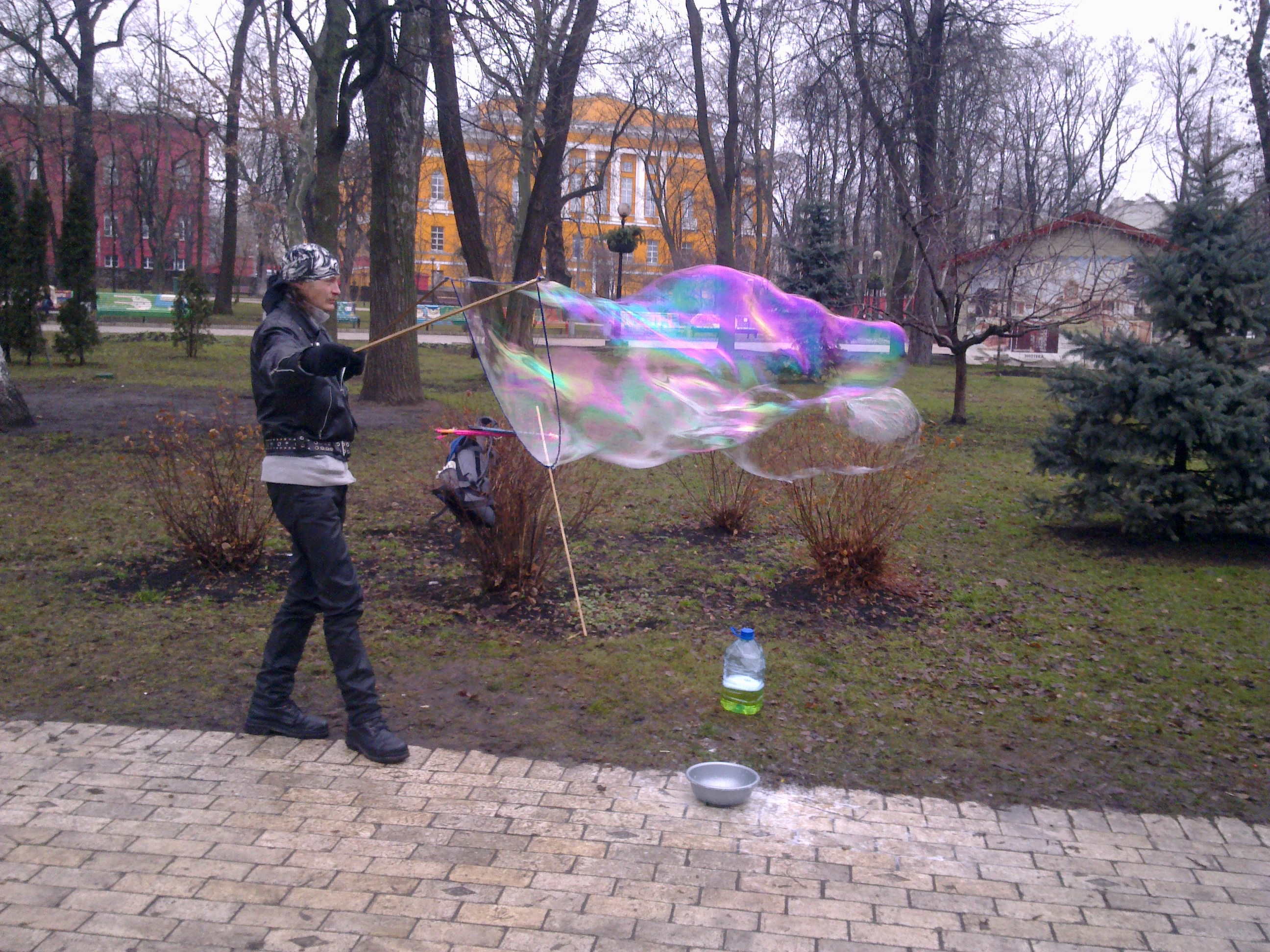
Мильну бульбашку видуває Євген
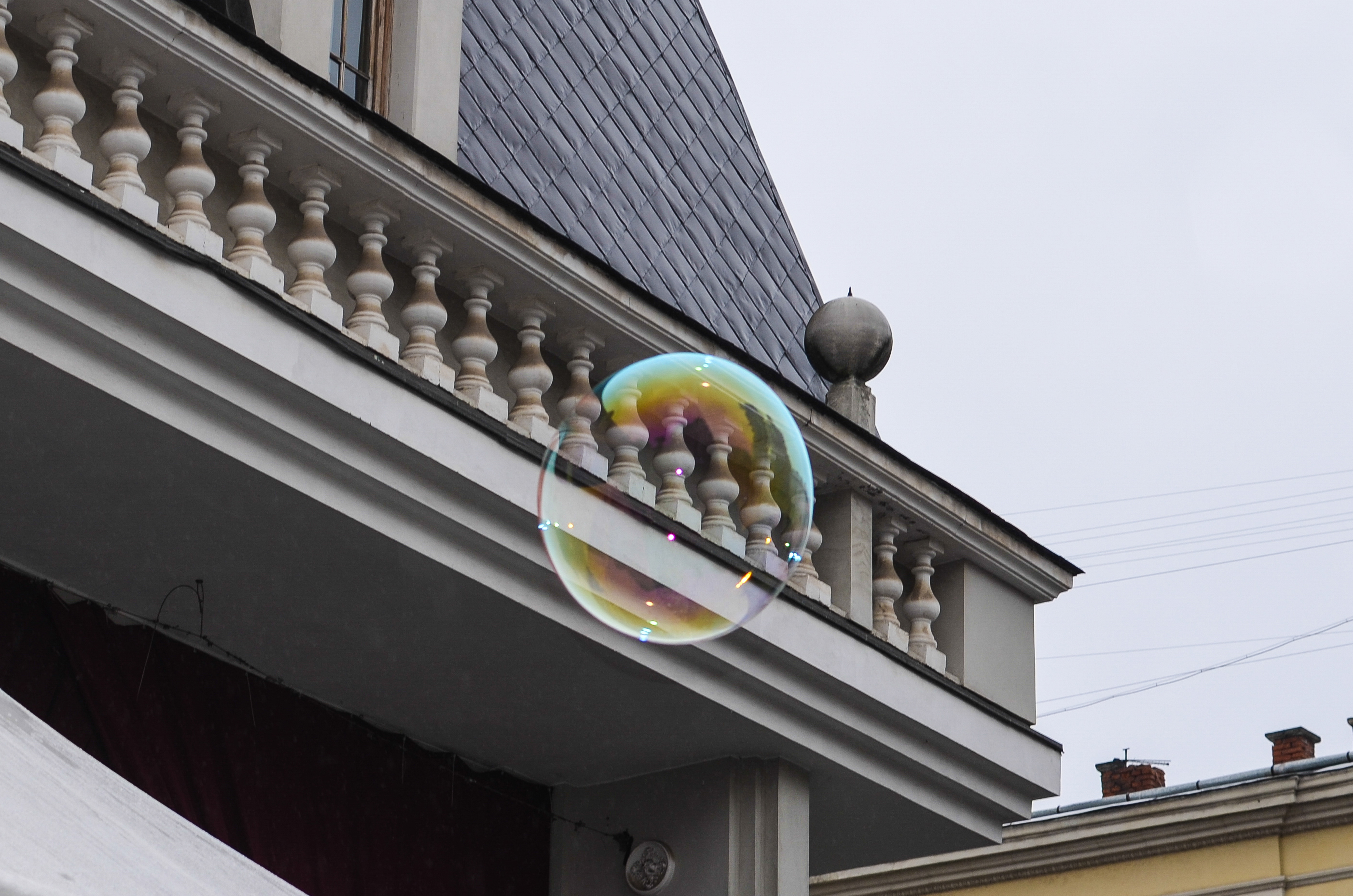
Мильна бульбашка сферичної форми

## Документальні фільми
- Дивовижний світ бульбашок (2013) (англ. Pop! The Science of Bubbles)